# Olympische Winterspiele 1984/Teilnehmer (Jugoslawien)
| Gelbes Symbol für Goldmedaillen mit stilisierten Olympischen Ringen | Graues Symbol für Silbermedaillen mit stilisierten Olympischen Ringen | Braundes Symbol für Bronzemedaillen mit stilisierten Olympischen Ringen |
| ------------------------------------------------------------------- | --------------------------------------------------------------------- | ----------------------------------------------------------------------- |
| —                                                                   | 1                                                                     | —                                                                       |

Jugoslawien nahm an den Olympischen Winterspielen 1984 in Sarajevo mit einer Delegation von 72 Athleten (59 Männer, 13 Frauen) teil. Der alpine Skirennläufer Jure Franko wurde als Fahnenträger der jugoslawischen Mannschaft zur Eröffnungsfeier ausgewählt.

## Teilnehmer nach Sportarten

### Biathlon
Herren:
- Franjo Jakovac
4 × 7,5 km: 17. Platz
- Andrej Lanišek
10 km: 49. Platz
20 km: 41. Platz
4 × 7,5 km: 17. Platz
- Tomislav Lopatić
10 km: 57. Platz
- Jure Velepec
20 km: 48. Platz
4 × 7,5 km: 17. Platz
- Marjan Vidmar
10 km: 54. Platz
20 km: 46. Platz
- Zoran Ćosić
4 × 7,5 km: 17. Platz

### Bob
| Zweierbob: - Nikola Korica / Boris Rađenović (YUG I) 24. Platz - Zdravko Stojnić / Siniša Tubić (YUG II) 22. Platz | Viererbob: - Mario Franjić / Nikola Korica / Zdravko Stojnić / Siniša Tubić (YUG I) 19. Platz - Nenad Prodanović / Ognjen Sokolović / Zoran Sokolović / Borislav Vujadinović (YUG II) 23. Platz |

### Eishockey
Herren: 11. Platz
| - Igor Beribak - Mustafa Bešić - Dejan Burnik - Marjan Gorenc - Eduard Hafner - Gorazd Hiti - Drago Horvat - Peter Klemenc - Jože Kovač - Vojko Lajovec | - Tomaž Lepša - Blaž Lomovšek - Drago Mlinarec - Murajica Pajič - Cveto Pretnar - Bojan Razpet - Matjaž Sekelj - Andrej Vidmar - Zvone Šuvak - Ivan Ščap |

### Eiskunstlauf
| Damen: - Sanda Dubravčić 10. Platz | Herren: - Milan Begović 21. Platz |

### Eisschnelllauf
| Damen: - Bibija Kerla 500 m: 32. Platz 1000 m: 36. Platz 1500 m: 32. Platz 3000 m: 26. Platz - Dubravka Vukušić 500 m: 31. Platz 1000 m: 38. Platz 1500 m: 31. Platz | Herren: - Behudin Merdović 500 m: 41. Platz 1000 m: 43. Platz 1500 m: 40. Platz 5000 m: DSQ - Nenad Žvanut 500 m: 39. Platz 1000 m: 41. Platz |

### Rodeln
| Damen: - Dajana Karajica 17. Platz | Herren: - Dušan Dragojević 16. Platz - Suad Karajica 28. Platz |

### Ski Alpin
| Damen: - Andreja Leskovšek Riesenslalom: 16. Platz Slalom: DSQ - Mateja Svet Riesenslalom: 23. Platz Slalom: 15. Platz - Nuša Tome Riesenslalom: 22. Platz Slalom: DNF - Anja Zavadlav Slalom: DNF - Veronika Šarec Riesenslalom: 20. Platz | Herren: - Grega Benedik Riesenslalom: DNF - Tomaž Cerkovnik Slalom: 11. Platz - Jure Franko Riesenslalom: Slalom: DNF - Tomaž Jemc Abfahrt: 30. Platz - Bojan Križaj Riesenslalom: 9. Platz Slalom: 7. Platz - Jože Kuralt Slalom: 13. Platz - Janež Pleteršek Abfahrt: 27. Platz - Boris Strel Riesenslalom: 5. Platz |

### Ski Nordisch

#### Langlauf
| Damen: - Jana Mlakar 5 km: 34. Platz 10 km: 30. Platz 4 × 5 km: 10. Platz - Metka Munih 5 km: 43. Platz 10 km: 43. Platz 20 km: 38. Platz 4 × 5 km: 10. Platz - Tatjana Smolnikar 5 km: 45. Platz 10 km: 44. Platz 4 × 5 km: 10. Platz - Andreja Smrekar 5 km: 41. Platz 10 km: 41. Platz 4 × 5 km: 10. Platz | Herren: - Sašo Grajf 15 km: 48. Platz - Jože Klemenčič 15 km: DSQ 30 km: 38. Platz 50 km: 42. Platz 4 × 10 km: 12. Platz - Janež Kršinar 30 km: 51. Platz 50 km: 36. Platz 4 × 10 km: 12. Platz - Ivo Čarman 15 km: 41. Platz 30 km: 40. Platz 4 × 10 km: 12. Platz - Dušan Đurišič 15 km: 40. Platz 30 km: 44. Platz 50 km: 32. Platz 4 × 10 km: 12. Platz |

#### Nordische Kombination
- Robert Kaštrun
Einzel: 27. Platz

#### Skispringen
- Vasja Bajc
Normalschanze: 17. Platz
Großschanze: 15. Platz
- Tomaž Dolar
Großschanze: 11. Platz
- Bojan Globočnik
Normalschanze: 40. Platz
- Miran Tepeš
Normalschanze: 27. Platz
Großschanze: 45. Platz
- Primož Ulaga
Normalschanze: 57. Platz
Großschanze: 13. Platz